# Liste der Mitglieder des gambischen Parlaments (2002–2007)
Dies ist eine Liste der Mitglieder des gambischen Parlaments (2002–2007). Das Parlament im westafrikanischen Staat Gambia bestand aus 53 Mitgliedern. 48 Kandidaten wurden bei den Parlamentswahlen 2002 direkt gewählt, fünf weitere Mitglieder wurden vom Präsidenten ernannt.

## Mitglieder des Parlaments

### Gewählte Mitglieder des Parlaments
|  | Name                             | Partei   | Wahlkreis          | Verwaltungseinheit | Anmerkung                                                |
|  | -------------------------------- | -------- | ------------------ | ------------------ | -------------------------------------------------------- |
|  | Sheikh Omar Njie                 | APRC     | Banjul North       | Banjul             |                                                          |
|  | José Tetteh Kofie Green-Harris   | APRC     | Banjul Central     | Banjul             |                                                          |
|  | Alex Santiago Carvallo           | APRC     | Banjul South       | Banjul             |                                                          |
|  | Kalifa Jammeh                    | APRC/NCP | Bakau              | Kanifing           |                                                          |
|  | Mam Mbye Secka († 2006)          | APRC     | Jeshwang           | Kanifing           | Sitz blieb nach ihrem Tod vakant.                        |
|  | Sulayman Joof                    | APRC     | Serekunda West     | Kanifing           |                                                          |
|  | Fabakary Tombong Jatta (* 1952)  | APRC     | Serekunda East     | Kanifing           | AU 2004–2009                                             |
|  | Halifa Sallah (* 1953)           | PDOIS    | Serekunda Central  | Kanifing           |                                                          |
|  | Fabakary Cham († 2002)           | APRC     | Kombo North        | Brikama            | verstorben 2002, Nachfolger: Adama Cham                  |
|  | Adama Cham                       | APRC     | Kombo North        | Brikama            | nachgewählt 2002 für: Fabakary Cham                      |
|  | Paul L. Mendy (1958–2013)        | APRC     | Kombo South        | Brikama            |                                                          |
|  | Madi L. M. Bojang                | APRC     | Kombo Central      | Brikama            |                                                          |
|  | Kebba M. Touray                  | APRC     | Kombo East         | Brikama            |                                                          |
|  | Bintanding Jarjue (* 1957)       | APRC     | Foni Berefet       | Brikama            | AU 2004–2009                                             |
|  | Ebrima Janko Sanyang             | APRC     | Foni Bintang       | Brikama            |                                                          |
|  | Kawsu L. Gibba                   | APRC     | Foni Kansala       | Brikama            |                                                          |
|  | Musa Badjie                      | APRC     | Foni Bondali       | Brikama            |                                                          |
|  | Borrie L. S. B. Kolley           | APRC     | Foni Jarrol        | Brikama            |                                                          |
|  | Khalifa A. M. Kambi (1955–2011)  | APRC     | Kiang West         | Mansa Konko        |                                                          |
|  | Sutay Jawo                       | APRC     | Kiang Central      | Mansa Konko        |                                                          |
|  | Mahawa Cham († 2013)             | APRC     | Kiang East         | Mansa Konko        |                                                          |
|  | Baba K. Jobe (1959–2011)         | APRC     | Jarra West         | Mansa Konko        |                                                          |
|  | Phoday Lang Sarr                 | APRC     | Jarra Central      | Mansa Konko        |                                                          |
|  | Saidou I. Dem                    | APRC     | Jarra East         | Mansa Konko        |                                                          |
|  | Jain Coli Fye                    | APRC     | Lower Niumi        | Kerewan            |                                                          |
|  | Abdoulie Jallow (* 1962)         | APRC     | Upper Niumi        | Kerewan            |                                                          |
|  | Amadou O. Khan                   | APRC     | Jokadu             | Kerewan            |                                                          |
|  | Abdoulie Suku Singhateh (* 1970) | APRC     | Lower Badibu       | Kerewan            |                                                          |
|  | Momodou S. Touray                | APRC/NCP | Central Badibu     | Kerewan            |                                                          |
|  | Kebba E. A. Touray               | APRC     | Illiasa            | Kerewan            |                                                          |
|  | Kebba Lang Camara                | APRC     | Sabach Sanjal      | Kerewan            |                                                          |
|  | Ndey Njie                        | APRC     | Lower Saloum       | Janjanbureh        |                                                          |
|  | Hamat N. K. Bah (* 1924)         | NRP      | Upper Saloum       | Janjanbureh        |                                                          |
|  | Dawda J. K. Bah                  | APRC     | Nianija            | Janjanbureh        |                                                          |
|  | Demba Dem                        | APRC     | Niani              | Janjanbureh        | Ende 2006 wegen eines Gerichtsverfahrens ausgeschlossen. |
|  | Edrissa Samba Lamtoro Sallah     | APRC     | Sami               | Janjanbureh        |                                                          |
|  | Kebba B. Nget                    | APRC     | Niamina Dankunku   | Janjanbureh        |                                                          |
|  | Ahmad Samba Sallah               | APRC     | Niamina West       | Janjanbureh        |                                                          |
|  | Eliman Secka                     | APRC     | Niamina East       | Janjanbureh        |                                                          |
|  | Musa Baldeh                      | APRC     | Lower Fulladu West | Janjanbureh        |                                                          |
|  | Churchill Falai Baldeh           | APRC     | Upper Fulladu West | Janjanbureh        |                                                          |
|  | Musa A. K. Sillah                | APRC     | Janjanbureh        | Janjanbureh        |                                                          |
|  | Mamma Kandeh (* 1965)            | APRC     | Jimara             | Basse              | AU 2004–2009                                             |
|  | Momodou Sellou Bah               | APRC     | Basse              | Basse              | Momodou Sellu Bah                                        |
|  | Netty Baldeh                     | APRC     | Tumana             | Basse              | Netteh Baldeh                                            |
|  | Omar Baru Camara                 | APRC     | Kantora            | Basse              |                                                          |
|  | Sidia Sana Jatta (* 1945)        | PDOIS    | Wuli West          | Basse              |                                                          |
|  | Duta Kamaso                      | APRC     | Wuli East          | Basse              | Anfang Juni 2006 ausgeschlossen, Sitz blieb vakant.      |
|  | Abdoulie Kanagi Jawla (* 1956)   | APRC     | Sandu              | Basse              |                                                          |

### Ernannte Mitglieder des Parlaments
Fünf weitere Mitglieder des Parlaments wurden ernannt.
| Name                                | Partei | Anmerkung                                      |
| ----------------------------------- | ------ | ---------------------------------------------- |
| Sheriff Dibba (1937–2008)           | NCP    | ausgeschieden 2006, Nachfolger: George Azzi    |
| Nyimasata Sanneh-Bojang (1941–2015) | APRC   |                                                |
| Fatoumatta Jahumpa-Ceesay           | APRC   |                                                |
| Ramzia Diab                         |        | ausgeschieden 2004, Nachfolger: Majanko Samusa |
| Belinda Bidwell (1936–2007)         | APRC   |                                                |
| Majanko Samusa                      |        | nachnominiert 2004 für: Ramzia Diab            |
| George Azzi                         |        | nachnominiert 2006 für: Sheriff Dibba          |

## Spezielle Funktionen
- Sprecher der Mehrheitsfraktion (englisch Majority Leader): Baba Jobe (APRC) 2002–2003[4] Fabakary Tombong Jatta (APRC) 2003–?, Churchill Falai Baldeh (APRC) ?–2007
- Sprecher der Minderheitsfraktion (englisch Minority Leader): Halifa Sallah
- Parlamentssprecher: Sheriff Dibba 2002 bis 2006, Belinda Bidwell bis 2007

## Veränderungen
- Fabakary Cham, Wahlkreis Kombo North, National Assembly Member bis 2002
- Adama Cham, Wahlkreis Kombo North, National Assembly Member ab 2002
- Ramzia Diab, ernannt, National Assembly Member bis 2004
- Majanko Samusa, ernannt, National Assembly Member ab 2004
- Sheriff Dibba, ernannt, National Assembly Member bis 2006
- George Azzi, ernannt, National Assembly Member ab 2006

## Abkürzungen und Akronyme
| APRC         | Alliance for Patriotic Reorientation and Construction           |
| NCP          | National Convention Party                                       |
| PODIS        | People’s Democratic Organisation for Independence and Socialism |
| AU 2004–2009 | Abgeordneter des Panafrikanischen Parlaments 2004–2009          |
| NAM          | National Assembly Member                                        |